# Jetée 39
Pour les articles homonymes, voir Pier.

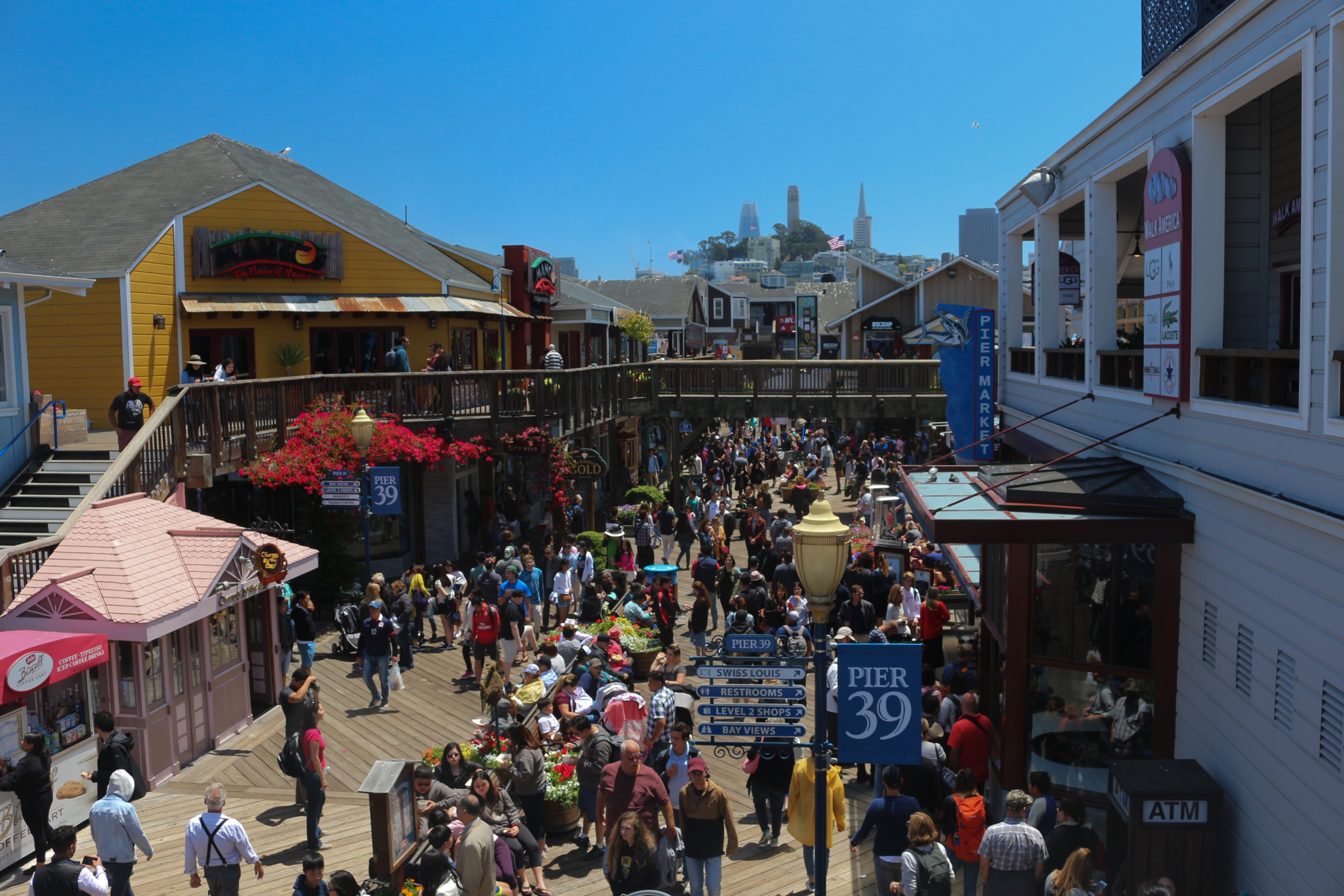
Pier 39

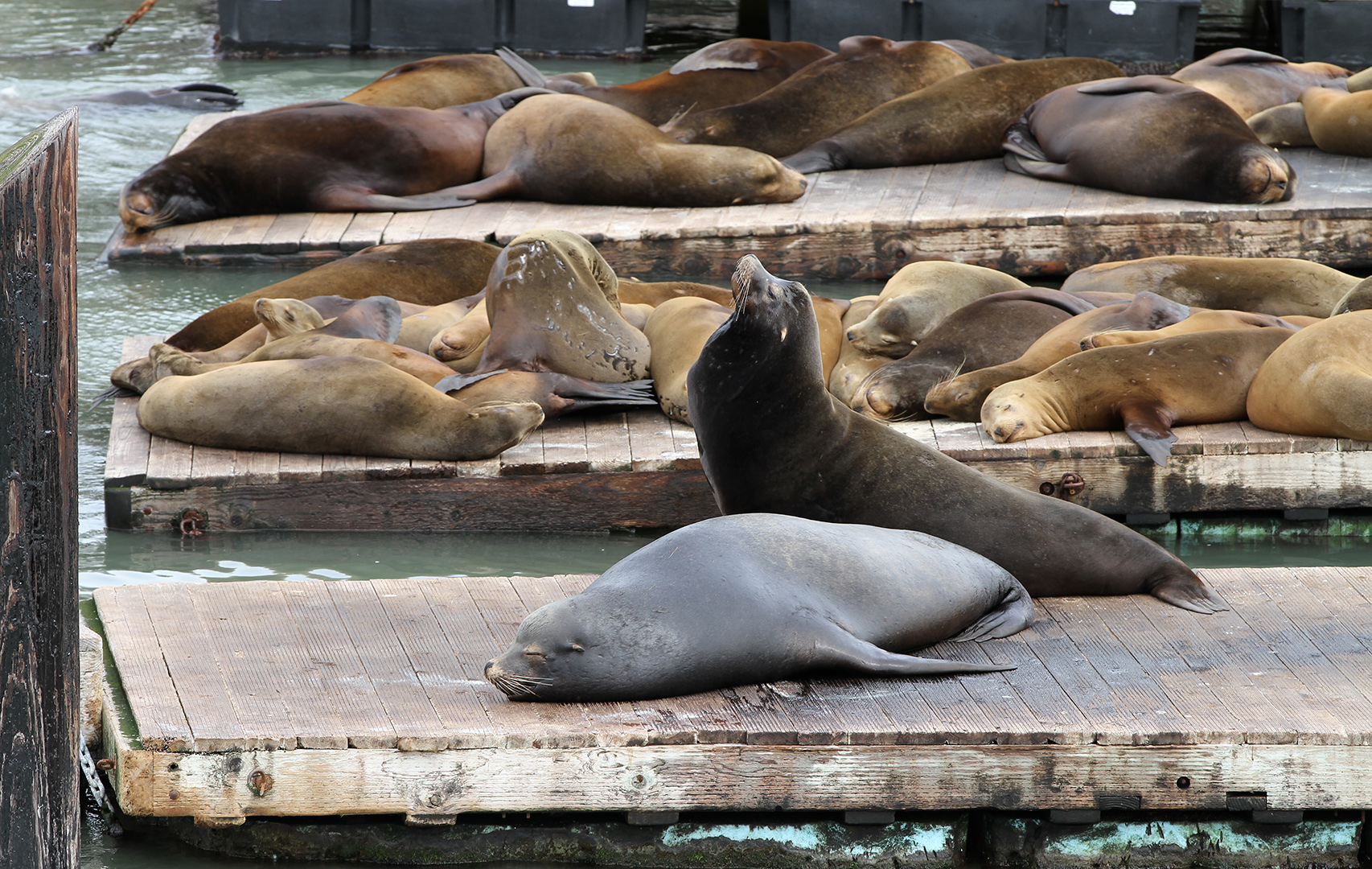
Des lions de mer.

La « jetée no 39 » (Pier 39) est une jetée aménagée en centre commercial à San Francisco, en Californie. Elle est située près du quartier de Fisherman's Wharf. La jetée 39 permet de voir l'île d'Alcatraz et le Pont du Golden Gate.
De nombreux commerces et attractions s'y trouvent, dont :
- des lions de mer installés depuis 1990 sur l’ouest du quai ;
- l'Aquarium of the Bay ;
- le Hard Rock Cafe de San Francisco ;
- un restaurant Bubba Gump Shrimp Company inspiré du film Forrest Gump ;
- le Candy Baron, un magasin de confiserie ;
- NFL/College Shop, un magasin consacré aux sports nord-américain.

La jetée apparaît dans le jeu vidéo Grand Theft Auto: San Andreas sous le nom de Pier 69 (« jetée 69 »), le nombre 69 faisant référence à la position sexuelle. Une des missions du jeu s'y déroule et porte son nom.